# Prassonissi
Prassonissi, anche chiamata Prasonisi (in greco Πρασονήσι?), è un'isola tidale che si trova all'estremità meridionale dell'isola di Rodi. Si tratta di un promontorio, sul quale si erge un faro, unito all'isola da una striscia di sabbia, che diventa un'isola con l'alta marea, dando origine a quel fenomeno conosciuto come "l'incontro dei due mari", il mar di Levante ed il mar Egeo. Così, mentre il mare occidentale è agitato per il soffiare del vento Meltemi, quello orientale è calmo. Si assiste ad un fenomeno particolare che è il paradiso dei surfisti. Ancora oggi è una zona disabitata e con pochissime strutture, ancora lontana dal turismo di massa come quasi tutta la costa occidentale dell'isola che non ha strutture turistiche ma è prevalentemente agricola. Ci si arriva, dalla città di Rodi, sia dalla parte orientale che da quella occidentale oppure con itinerari interni se si vuol fare una visita a Petaloudes (la Valle delle farfalle) o ad altri piccoli centri storici tra i quali Psinthos, Epta Piges e Theologos.

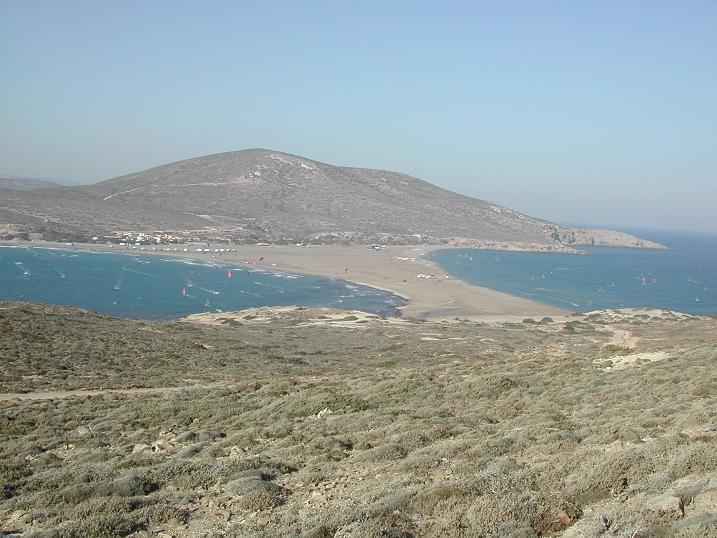
Prassonissi con la bassa marea.

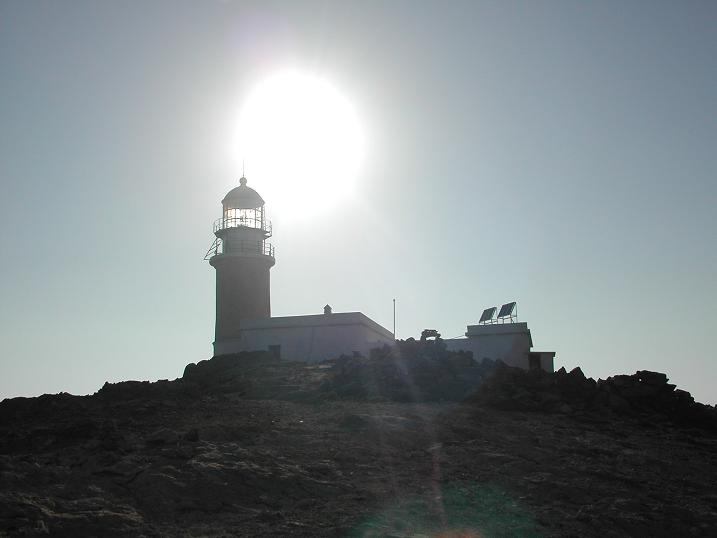
Il Faro di Prassonissi.